# Calvin Jackson
Calvin Jackson (Philadelphia, 26 mei 1919 – Encinitas, 9 december 1985) was een Amerikaanse jazzpianist, filmcomponist en orkestrator.

## Biografie
Jacksons moeder was een klassieke zangeres. Hij studeerde aan de Juilliard School en de New York University. Zijn carrière begon bij Frankie Fairfax, voordat hij van 1943 tot 1947 werkte in Hollywood als vervangend muzikaal leider in de MGM-studio's, onder andere voor de film Anchors Aweigh. Er ontstonden opnamen met Phil Moore (1947) en zes nummers onder zijn eigen naam, die hij als solist inspeelde voor Discovery Records.
In 1948 trad Jackson op als begeleidingsmuzikant van Mildred Bailey in het New Yorkse Café Society. In 1950 vestigde hij zich in Toronto, waar hij optrad in tv- en radioprogramma's. In 1957 keerde hij terug naar Los Angeles en werkte hij overwegend als componist voor film en televisie. De met Jack Elliott, Robert Armbruster, Léo Arnaud, Jack Hayes en Leo Shuken geschreven muziek voor The Unsinkable Molly Brown kreeg in 1965 een Oscar-nominatie. Opnamen ontstonden onder zijn eigen naam voor de labels Vik en Columbia Records (1954/1955, o.a. met Peter Appleyard), Liberty Records (Jazz Variations On Gershwin's Rhapsody in Blue 1958, met Al Viola en Mel Lewis), Raynote Records (1959) en Reprise Records (1961).

## Overlijden
Calvin Jackson overleed in december 1985 op 66-jarige leeftijd.
- Biblioteca Nacional de España: XX5447584
- Bibliothèque nationale de France: cb140235456 (data)
- Gemeinsame Normdatei: 134841417
- International Standard Name Identifier: 0000 0000 5519 0228
- Library of Congress Control Number: n78012458
- MusicBrainz: 0a16c00d-c525-4006-875c-0fb442746f88
- Nationale Bibliotheek van Tsjechië: ola2002159344
- Virtual International Authority File: 64204899
- WorldCat: E39PBJdMhcRgMXk3JRYdpTXWXd